# Élections municipales maliennes de 1992
Des élections municipales sont organisées le 19 janvier 1992 au Mali. Premières élections démocratiques après la chute du régime de Moussa Traoré, elle se déroule dans les 19 communes urbaines du Mali : Nioro, Kayes, Kita, Kati, Koulikoro, Koutiala, Bougouni, Sikasso, Ségou, San, Mopti, Tombouctou, Gao et les 6 communes de Bamako.

## Contextes
Le 26 mars 1991, le lieutenant-colonel Amadou Toumani Touré renverse Moussa Traoré qui dirige autoritairement le pays depuis 1968. Ce Coup d’État intervient alors depuis plusieurs mois se succèdent des manifestations organisées par les associations démocratiques et les syndicats de travailleurs et d’étudiants pour réclamer le multipartisme, manifestations violemment réprimés par le régime du parti unique, l’Union démocratique du peuple malien (UDPM).
Les militaires forment avec les représentants du mouvement démocratique le Comité de transition pour le salut du peuple qui organise une conférence nationale chargée d’établir une nouvelle constitution. Cette constitution est adoptée par référendum le 12 janvier 1992, une semaine avant ces élections municipales.

## Résultats
L’Alliance pour la démocratie au Mali-Parti africain pour la solidarité et la justice arrive largement en tête obtenant 214 sièges de conseillers sur 749, loin devant l’Union soudanaise-Rassemblement démocratique africain US-RDA (129 sièges) et le Congrès national d'initiative démocratique (Cnid).
| Parti politique                                                                     | Sigle      | Sièges |
| ----------------------------------------------------------------------------------- | ---------- | ------ |
| Alliance pour la démocratie au Mali-Parti africain pour la solidarité et la justice | Adema-Pasj | 214    |
| Congrès national d'initiative démocratique                                          | Cnid       | 97     |
| Parti démocratique pour la Justice                                                  | PDJ        | 4      |
| Parti pour la démocratie et le progrès                                              | PDP        | 40     |
| Parti écologiste pour l’intégration                                                 | PEI        | 6      |
| Parti malien pour le progrès                                                        | PMP        | 9      |
| Parti de la prospérité et de la solidarité                                          | PPS        | 1      |
| Parti malien pour le progrès social                                                 | PMPS       | 1      |
| Parti progressiste soudanais                                                        | PSP        | 29     |
| Parti pour l’unité et le progrès au Mali                                            | PUPM       | 1      |
| Rassemblement pour la démocratie et le progrès                                      | RDP        | 64     |
| Rassemblement pour la démocratie du travail                                         | RDT        | 11     |
| Rassemblement pour la justice et le progrès                                         | RJP        | 2      |
| Union pour la démocratie et le développement                                        | UDD        | 63     |
| Union pour la démocratie et le salut                                                | UDS        | 1      |
| Union des forces démocratiques                                                      | UFD        | 50     |
| Union des forces démocratiques pour le progrès                                      | UFDP       | 23     |
| Union soudanaise-Rassemblement démocratique africain                                | US-RDA     | 129    |
| total                                                                               |            | 749    |

## Suite des élections
À ces élections municipales succèdent en mars les élections législatives puis en avril et mai l’élection présidentielle.